# Exploiting Dysfunction
Exploiting Dysfunction – drugi album studyjny amerykańskiej grupy muzycznej Cephalic Carnage.
Wydawnictwo ukazało się w 2000 roku nakładem wytwórni muzycznej Relapse Records.

## Lista utworów
Opracowano na podstawie materiału źródłowego.
1. „Hybrid” – 04:17
2. „Driven to Insanity” – 01:06
3. „Rehab” – 05:49
4. „Observer to the Obliteration of Planet Earth” – 03:12
5. „On Six” – 00:06
6. „Gracias” – 05:02
7. „Cryptosporidium” – 04:27
8. „The Ballad of Moon” – 01:50
9. „9 Feet of Smoke” – 03:13
10. „Warm Hand on a Cold Night (A Tale of Onesomes)” – 00:11
11. „Invertus Indica (The Marijuana Convictions)” – 04:43
12. „Molestandos Plantas Muertos!” – 01:11
13. „Eradicate Authority” – 05:52
14. „Paralyzed by Fear” – 01:38
15. „Exploiting Dysfunction” – 15:26

## Twórcy
Opracowano na podstawie materiału źródłowego.
- Lenzig – śpiew
- Nicklesac Zac – gitara
- Johon Guanj – perkusja
- Steve Sativa – gitara
- Jawsh Bongathon – gitara basowa
- Keith Falgout – produkcja muzyczna, inżynieria dźwięku, miksowanie